# Bader Munshi
Bader Munshi (en árabe: بدر منشي‎; 22 de junio de 1999) es un futbolista saudí que juega en la demarcación de centrocampista para el Damac F. C. de la Liga Profesional Saudí.

## Selección nacional
Tras jugar con la selección de fútbol sub-23 de Arabia Saudita, finalmente hizo su debut con la selección absoluta el 1 de diciembre de 2021 en un encuentro de la Copa Árabe de la FIFA 2021 contra Jordania que finalizó con un resultado de 0-1 a favor del combinado jordano tras el gol de Mahmoud Al-Mardi.

## Clubes
| Club                | País           | Año       | Partidos | Goles |
| ------------------- | -------------- | --------- | -------- | ----- |
| Al Ahli Saudi F. C. | Arabia Saudita | 2018-2020 | 0        | 0     |
| Al-Kawkab F. C.     | Arabia Saudita | 2020-2021 | 8        | 0     |
| Damac F. C.         | Arabia Saudita | 2021-     | 34       | 0     |